# スカラ座
スカラ座（イタリア語: Teatro alla Scala、あるいは単にイタリア語: La Scala）は、イタリア・ミラノにある歌劇場である。初代の宮廷劇場以来の伝統を持つイタリアオペラ界の最高峰とされる。

## 歴史
現在の建物は2代目のもので、初代の歴史的建築物のテアトロ・レージョ・ドゥカーレは1776年2月25日、謝肉祭のガラ・コンサート後に焼失した。劇場のバルコニー席（palchi）を持つ裕福な90人のミラノ市民がオーストリア大公フェルディナントに新しい劇場の建設と、新劇場完成までの仮劇場の提供を依頼した（当時ミラノはオーストリアの領地であった）。
新古典主義の建築家ジュゼッペ・ピエルマリーニが最初の設計案を作ったが、オーストリア長官のフィルミアン伯爵はこれを却下した。1776年、第2案が女帝マリア・テレジアにより承認された。
新劇場は以前サンタ・マリア・アッラ・スカラ教会のあった場所に建設され、ここから劇場名がとられた。教会は取り壊され、ピエトロ・マルリアーニ、ピエトロ・ノゼッティ、アントニオおよびジュゼッペ・フェが2年を費やして劇場を完成した。新劇場は「公国立スカラ新劇場（イタリア語: Nuovo Regio Ducal Teatro alla Scala）」の名で1778年8月3日に落成し、アントニオ・サリエリ作の『見出されたエウローパ』でこけら落としを行った。
ハプスブルク帝国時代に創立されたこともあり（他のイタリアの歌劇場と比べて）ドイツオペラへの適応力も伝統的に高く、フルトヴェングラー指揮の『ニーベルングの指環』などの歴史的録音も残している。1950年代前半のカラヤンはドイツ圏の歌劇場に足場がなかったこともあり、同歌劇場ドイツオペラ主任として『ドン・ジョヴァンニ』『ばらの騎士』『タンホイザー』などを指揮し、自らのオペラ活動の中枢としていた。上記作品を含む多くの演目で、彼の戦後の初指揮は同歌劇場で行われている。

## 設備など

内部

建設費はバルコニー席の売上げで賄われ、各ボックスの持ち主は自席を豪華に飾り立て、スタンダールら観客に強い印象を与えた。劇場はほどなく「スカラ座」の名で知られるようになり、高貴で裕福なミラノ市民の絶好の社交場となった。当時の慣習では、平土間席（プラテア）には座席が無く、観客は出し物を立ったまま鑑賞した。オーケストラ・ピットの構造はまだ導入されておらず、オーケストラは客席から丸見えであった。
スカラ座は一貫して、バルコニー席の階上に余り裕福でない人でも観劇できるようなガレリア席を設けている。これはロッジョーネ（天井桟敷）と呼ばれる。ロッジョーネへの入口は、通常の正面入口とは別に建物横に造られている。
スカラ座の当初の照明は油のランプで、舞台用の84基およびその他劇場内のための数千基が設置されていた。そのため何百個もの防火用水入りバケツを多数の部屋一杯に配置していた。その後油ランプはガス灯に替わり、1883年には電灯に交換された。当初の構造は1907年に改修されて今日の配置と同様になった。
第二次世界大戦中は、ミラノがイタリア社会共和国（サロ政権）下に置かれていた1943年に受けた連合国軍機による爆撃で大きく破壊されたがその後修復され、ヨーロッパ戦線における戦闘が終結してからわずか1年後の1946年5月11日に、アルトゥーロ・トスカニーニの指揮による演奏会で再開した。
2002年1月19日から2004年11月までの間、スイス・ティチーノ州の建築家マリオ・ボッタによる大改修プロジェクトのため閉鎖された。その間オペラ座は市の中心部を遠く離れた新しいアルチンボルディ劇場に移った。改修に対して伝統派から歴史的なディテールが失われる虞があるという異論を招いた。しかし、オペラ座当局は内部構造およびホール内部の分厚い赤絨毯を撤去した際の音響の改善効果に感心しているといわれる。舞台は全面的に造り替えられ、拡大された舞台裏はより多くの舞台装置を収容でき、従来より多数の公演に対応できるようになった。
客席にはモニタが設置され、観客はオペラのせりふを英語、フランス語およびイタリア語で読むことが出来る。再開公演のチケットは2000ユーロで発売された。現在スカラ座にはロビーから入場可能な博物館が付属し、そこでは絵画、草稿、彫像、衣裳やその他オペラに関係する文書など、特別な収蔵品を保有し公開されている。

## 運営
スカラ座は数々の著名なオペラの初演の舞台となった。プッチーニの代表作である『蝶々夫人』や『トゥーランドット』はスカラ座で初演されている。とりわけヴェルディとは特別な関係を有している。しかし、あるときヴェルディの音楽が座付きオーケストラによって改変された（ヴェルディに言わせれば破壊された）ことを理由に、ヴェルディは彼の作品を上演することを禁止していたことがある。
スカラ座のシーズンは伝統的に12月7日の聖アンブロジウスの日（ミラノの守護聖人）から始まる。この日の上演はすぐ近くのガレリア内に設置された巨大モニターを通じて生中継される。
全ての公演は深夜0時までには終了しなければならず、長大なオペラは必要に応じ開始時刻が繰り上げられる。入場券を持っていても開演後には入場が許されない。
天井桟敷には口うるさく熱狂的なオペラファンが多数詰め掛けており、歌手がうまく歌えたり失敗したりするのに対し熱狂的にも批判的にもなりうる。スカラ座の天井桟敷はオペラ界の炎の洗礼であるとみなされ、失敗は末永く語り継がれる。テノール歌手ベルゴンツィは『アイーダ』の歌い出しでしくじったことが許されず、イタリアで最も軽蔑的とされるフィスキ（口笛）で野次られ、長期間に渡りスカラ座の舞台に戻ることが無かった。ロベルト・アラーニャも『アイーダ』開始早々のアリア（「清きアイーダ」）で天井桟敷から「恥を知れ！ここはスカラだぞ！」とブーイングされた。彼は演奏の途中で舞台を放棄し退場した（前述のベルゴンツィはプロとして、最後まで歌いきっている）。
マリア・カラスの『椿姫』はスカラ座の歴史上において最大の成功作のひとつであり、記録的な収益をもたらした舞台であった。しかしその後1964年12月17日にカラヤンとミレッラ・フレーニのコンビでの上演が完全に失敗して以来、スカラ座での『椿姫』の上演が封印されることとなった（「カラスの呪い」と呼ばれていたが、1992年になってムーティが上演を強行し、30年近くに及ぶ封印を解く事となった）。
しかしこのマリア・カラスでさえ、この当時のスカラ座にはカラス派とレナータ・テバルディ派というものがあったため、『椿姫』の公演の最中に天井桟敷に陣取ったテバルディ派の観客から野次と口笛が鳴らされたという。

## その他
1990年以来スカラ座の総支配人の職にあったカルロ・フォンタナは、人気作品をより多く公演にかけたいと主張し、珍しい作品を積極的に取り上げようとする音楽監督・指揮者リッカルド・ムーティと長年対立してきたが、2005年2月に運営理事会から解雇された。その結果団員が反発し、強い不満の表明とストライキを引き起こした。劇場の理事会は運営を早急に統一する必要があるという声明を出した。
同年3月16日、スカラ座オーケストラとその他の団員はムーティに対する不信任案を圧倒的多数で決議し、ムーティ自身がフォンタナの後任に据えたマウロ・メーリの辞任を要求した。ムーティはこの数日前相互不和を理由に演奏会をキャンセルせざるを得なくなっていた。イタリアの文化相ジュリアーノ・ウルバーニは指揮者を支持したが、スカラ座の円滑な運営と名声を護るため、劇場運営側の速やかな行動を要請するしかなく、収拾に失敗する。
4月2日、ついにムーティは長年一緒にやってきた団員の敵意への当惑を示しつつ音楽監督を辞任した。スカラ座CEO兼芸術監督のオリベッティのタイプライターの営業出身のアレクサンダー・ペレイラは、その経験を生かし赤字のチューリッヒ歌劇場を黒字化した。

## 日本への招聘
日本におけるスカラ座招聘は、1981年9月に初の引っ越し公演が東京文化会館、NHKホールで行われた。渉外には1965年から16年の歳月をかけ、民主音楽協会により実現した。当時、「シモン・ボッカネグラ」「セヴィリアの理髪師」「オテロ」「ラ・ボエーム」のオペラが上演され、クラウディオ・アバド、カルロス・クライバーを指揮者に迎えて盛大に行われた。
その後は、日本舞台芸術振興会の佐々木忠次の尽力もあり世界でも類を見ない関係を築き、来日公演を重ねてきたのみならず、東京バレエ団のスカラ座公演も実現した。なお、日本の映画館は昔から「ミラノ劇場」「スカラ座」など同劇場にちなんだ命名が全国的に多く、現在でも相当数が残っている。

## 歴代音楽監督

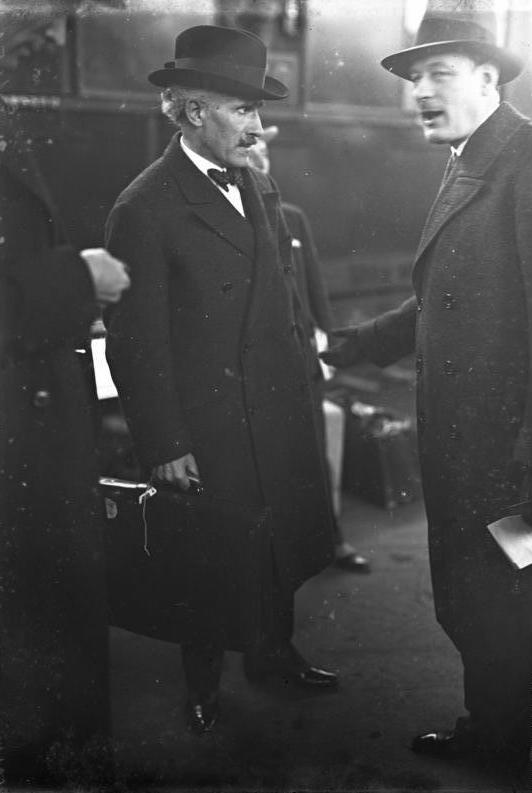
アルトゥーロ・トスカニーニ

- アンジェロ・マリアーニ（1846-1872）
- フランコ・ファッチョ（1871-1889）
- アルトゥーロ・トスカニーニ（1898-1908）
- トゥリオ・セラフィン（1909-1914）
- トゥリオ・セラフィン（1917-1918）
- アルトゥーロ・トスカニーニ（1921-1929）
- ヴィクトル・デ・サバタ（1929-1953）
- カルロ・マリア・ジュリーニ（1953-1956）
- グィード・カンテッリ（1956）
- ジャナンドレア・ガヴァッツェーニ（1965-1968）
- クラウディオ・アバド（1968-1986）
- リッカルド・ムーティ（1986-2005）
- ダニエル・バレンボイム（客演指揮者）（2007-2011）
- ダニエル・バレンボイム（2012-2017）
- リッカルド・シャイー（2017-2026）
- チョン・ミョンフン（2027-）[5]